# Golf a 2020. évi nyári olimpiai játékokon
A 2020. évi nyári olimpiai játékokon a golfban két versenyszámot rendeztek meg. A versenyszámokat július 29. és augusztus 7. között rendezték meg.

## Éremtáblázat
(A táblázatokban a rendező nemzet sportolói eltérő háttérszínnel, az egyes számoszlopok legmagasabb értéke vagy értékei vastagítással kiemelve.)
| A 2020. évi nyári olimpiai játékok éremtáblázata golfban | A 2020. évi nyári olimpiai játékok éremtáblázata golfban | A 2020. évi nyári olimpiai játékok éremtáblázata golfban | A 2020. évi nyári olimpiai játékok éremtáblázata golfban | A 2020. évi nyári olimpiai játékok éremtáblázata golfban | Olimpia  |
| -------------------------------------------------------- | -------------------------------------------------------- | -------------------------------------------------------- | -------------------------------------------------------- | -------------------------------------------------------- | -------- |
|                                                          | Ország                                                   | Arany                                                    | Ezüst                                                    | Bronz                                                    | Összesen |
| 1.                                                       | Egyesült Államok (USA)                                   | 2                                                        | 0                                                        | 0                                                        | 2        |
|                                                          |                                                          |                                                          |                                                          |                                                          |          |
| 2.                                                       | Japán (JPN)                                              | 0                                                        | 1                                                        | 0                                                        | 1        |
| 2.                                                       | Szlovákia (SVK)                                          | 0                                                        | 1                                                        | 0                                                        | 1        |
|                                                          |                                                          |                                                          |                                                          |                                                          |          |
| 4.                                                       | Tajvan (TPE)                                             | 0                                                        | 0                                                        | 1                                                        | 1        |
| 4.                                                       | Új-Zéland (NZL)                                          | 0                                                        | 0                                                        | 1                                                        | 1        |
|                                                          |                                                          |                                                          |                                                          |                                                          |          |
| Összesen                                                 | Összesen                                                 | 2                                                        | 2                                                        | 2                                                        | 6        |

## Érmesek
| A 2020. évi nyári olimpiai játékok érmesei golfban |                                            |                                  |                                                 |
| Versenyszám                                        | Arany                                      | Ezüst                            | Bronz                                           |
| Férfi egyéni                                       | Xander Schauffele · Egyesült Államok (USA) | Rory Sabbatini · Szlovákia (SVK) | Pan Cseng-cung (Pan Cheng-tsung) · Tajvan (TPE) |
| Női egyéni                                         | Nelly Korda · Egyesült Államok (USA)       | Inami Mone · Japán (JPN)         | Lydia Ko · Új-Zéland (NZL)                      |